# EMI Records
EMI Records Ltd. là một hãng thu âm của Anh được công ty âm nhạc cùng tên thành lập vào năm 1972 như là nhãn hiệu hàng đầu của nó, và ra mắt vào tháng 1 năm 1973 với tư cách là công ty kế thừa cho các hãng thu âm Columbia và Parlophone. Nhãn này sau đó đã được tung ra trên toàn thế giới. Nó có một chi nhánh ở Ấn Độ gọi là "EMI Records India", được đạo diễn Mohit Suri điều hành.

## Lịch sử
Một thực thể pháp lý của EMI Records Ltd. được thành lập vào năm 1956 với tư cách là chi nhánh sản xuất và phân phối EMI tại Anh. Nó giám sát các nhãn khác nhau của EMI, bao gồm The Gramophone Co. Ltd., Columbia Graphophone Company và Parlophone Co. Ltd. 
Thành công toàn cầu mà EMI đạt được trong những năm 1960 đã cho thấy thực tế là công ty chỉ có quyền đối với một số thương hiệu của mình ở một số nơi trên thế giới, đáng chú ý nhất là His Master's Voice và Columbia, với RCA Records và American Columbia Records sở hữu quyền đối với các nhãn hiệu ở Bắc Mỹ.
Vấn đề trở nên phức tạp khi có sự thành lập công ty hoạt động của chính Columbia ở Anh bằng cách mua Oriole Records và đổi tên thành công ty mẹ lúc đó là CBS (ký hiệu thương hiệu hợp pháp mang tên đầy đủ của công ty mẹ, "Trade Mark of Columbia Broadcasting System, Inc. ") và khi CBS Records International trở nên rất thành công, một đối thủ nặng ký với EMI, ở Anh.
Vào tháng 7 năm 1965, EMI Record độc lập đã được trích xuất từ EMI Records Ltd. và được trộn lại với The Gramophone Company Ltd. Vào ngày 1 tháng 7 năm 1973, The Gramophone Co. Ltd. được đổi tên thành EMI Records Ltd. Đồng thời, EMI Records Ltd. bị xóa bỏ và các hoạt động của nó được tiếp thu vào EMI Records Ltd.